# Keep of Kalessin
A Keep of Kalessin norvég metalegyüttes. Lemezeiket a Nuclear Blast, Candlelight Records, Tabu Records, Indie Records kiadók jelentetik meg.

## Története
1993-ban alakultak Trondheim-ban. Black metal együttesként kezdték karrierjüket, az évek alatt azonban áttértek a melodikus black és death metal műfajokra. Nevüket Ursula K. Le Guin írónő "Earthsea" könyv-trilógiájából vették. A könyvben Kalessin egy félelmetes sárkány, és róla van a sziget is elnevezve. A zenekar szövegei is nagyrészt hozzá kapcsolódnak.
Az eredeti felállás a következő volt: Ghash – ének, Obsidian C. (alapító tag) – gitár, billentyűk, Warach – basszusgitár, Vyl – dobok. Zenéjük tradicionális norvég black metal hangzással rendelkezik, miközben olyan hangszerek is megfordulnak benne, mint a zongora, billentyűk és szintetizátorok. Obsidian C. új tagokat is felvett a zenekarba: Thebon-t és Wizziac-et. Thebon az évek alatt elhagyta a zenekar sorait, Wizziac és Obsidian azonban a mai napig képviselik a Keep of Kalessint. Az együttes még a magyar metal énekest, Csihar Attilát is megszerezte a 2003-as EP-jükhöz. Csihart a metalrajongók jól ismerhetik a Tormentor, Mayhem és Sunn O))) zenekarokból.
Pályafutásuk alatt már fel is oszlottak: először 1993-tól 2000-ig működtek, 2003-ban újból összeálltak egy kis időre (az EP rögzítéséig), 2005-ben újraalakultak.

## Tagok

### Jelenlegi tagok
- Arnt "Obsidian C." Gronbech – gitár, billentyűk, basszusgitár (1996–), ének (2013–)
- Robin "Wizziac" Isaksen – basszusgitár, vokál (2005–)
- Vegar "Vyl" Larsen – dobok, gitár (1996–1999, 2005–)

### Korábbi tagok
- Torbjorn "Thebon" Schei – ének (2005–2013)
- Ghash – ének (1996–1999)
- Warach – basszusgitár (1996–1999)
- Csihar Attila – ének (2003)
- Frost – dobok (2003)
- Cernunnus – gitár (2003)
- Kesh – basszusgitár (2003)
- Oli Beaudoin – dobok (ideiglenesen, 2011)

## Diszkográfia

### Stúdióalbumok
- Through Times of War (1997)
- Agnen: A Journey to the Dark (1999)
- Armada (2006)
- Kolossus (2008)
- Reptilian (2010)
- Epistemology (2015)

### EP-k
- Reclaim (2003)
- Introspection (2013)
- Heaven of Sin (2016)

### Demók
- Skygger av Sorg (1996)